# 2017-es Formula–1 spanyol nagydíj
A spanyol nagydíj volt a 2017-es Formula–1 világbajnokság ötödik futama, amelyet 2017. május 12. és május 14. között rendeztek meg a spanyolországi Circuit de Catalunyán, Barcelonában.

## Választható keverékek
| Abroncs          | Friss | Használt |
| ---------------- | ----- | -------- |
| Kemény keverék   |       |          |
| Közepes keverék  |       |          |
| Lágy keverék     |       |          |
| Átmeneti esőgumi |       |          |
| Teljes esőgumi   |       |          |

## Szabadedzések

### Első szabadedzés
A spanyol nagydíj első szabadedzését május 12-én, pénteken délelőtt tartották.
| helyezés | versenyző         | csapat/motor         | elért idő  | különbség | futott kör |
| -------- | ----------------- | -------------------- | ---------- | --------- | ---------- |
| 1        | Lewis Hamilton    | Mercedes             | 1:21,521   | −         | 28         |
| 2        | Valtteri Bottas   | Mercedes             | 1:21,550   | +0,029    | 30         |
| 3        | Kimi Räikkönen    | Ferrari              | 1:22,456   | +0,935    | 24         |
| 4        | Sebastian Vettel  | Ferrari              | 1:22,600   | +1,079    | 23         |
| 5        | Max Verstappen    | Red Bull-TAG Heuer   | 1:22,706   | +1,185    | 22         |
| 6        | Daniel Ricciardo  | Red Bull-TAG Heuer   | 1:23,084   | +1,563    | 17         |
| 7        | Kevin Magnussen   | Haas-Ferrari         | 1:23,670   | +2,149    | 22         |
| 8        | Romain Grosjean   | Haas-Ferrari         | 1:23,758   | +2,237    | 23         |
| 9        | Nico Hülkenberg   | Renault              | 1:23,993   | +2,472    | 24         |
| 10       | Carlos Sainz Jr.  | Toro Rosso-Renault   | 1:24,004   | +2,483    | 21         |
| 11       | Sergio Pérez      | Force India-Mercedes | 1:24,188   | +2,667    | 23         |
| 12       | Esteban Ocon      | Force India-Mercedes | 1:24,324   | +2,803    | 22         |
| 13       | Stoffel Vandoorne | McLaren-Honda        | 1:24,400   | +2,879    | 24         |
| 14       | Felipe Massa      | Williams-Mercedes    | 1:24,618   | +3,097    | 34         |
| 15       | Danyiil Kvjat     | Toro Rosso-Renault   | 1:24,642   | +3,121    | 18         |
| 16       | Marcus Ericsson   | Sauber-Ferrari       | 1:24,966   | +3,445    | 23         |
| 17       | Pascal Wehrlein   | Sauber-Ferrari       | 1:25,182   | +3,661    | 24         |
| 18       | Lance Stroll      | Williams-Mercedes    | 1:25,919   | +4,398    | 34         |
| 19       | Szergej Szirotkin | Renault              | 1:26,293   | +4,772    | 10         |
| 20       | Fernando Alonso   | McLaren-Honda        | idő nélkül | –         | 1          |

### Második szabadedzés
A spanyol nagydíj második szabadedzését május 12-én, pénteken délután tartották.
| helyezés | versenyző         | csapat/motor         | elért idő | különbség | futott kör |
| -------- | ----------------- | -------------------- | --------- | --------- | ---------- |
| 1        | Lewis Hamilton    | Mercedes             | 1:20,802  | −         | 39         |
| 2        | Valtteri Bottas   | Mercedes             | 1:20,892  | +0,090    | 38         |
| 3        | Kimi Räikkönen    | Ferrari              | 1:21,112  | +0,310    | 34         |
| 4        | Sebastian Vettel  | Ferrari              | 1:21,220  | +0,418    | 36         |
| 5        | Max Verstappen    | Red Bull-TAG Heuer   | 1:21,438  | +0,636    | 29         |
| 6        | Daniel Ricciardo  | Red Bull-TAG Heuer   | 1:21,585  | +0,783    | 35         |
| 7        | Nico Hülkenberg   | Renault              | 1:21,687  | +0,885    | 40         |
| 8        | Jolyon Palmer     | Renault              | 1:21,992  | +1,190    | 43         |
| 9        | Felipe Massa      | Williams-Mercedes    | 1:22,015  | +1,213    | 38         |
| 10       | Carlos Sainz Jr.  | Toro Rosso-Renault   | 1:22,265  | +1,463    | 34         |
| 11       | Romain Grosjean   | Haas-Ferrari         | 1:22,371  | +1,569    | 36         |
| 12       | Esteban Ocon      | Force India-Mercedes | 1:22,520  | +1,718    | 37         |
| 13       | Stoffel Vandoorne | McLaren-Honda        | 1:22,693  | +1,891    | 36         |
| 14       | Sergio Pérez      | Force India-Mercedes | 1:22,722  | +1,920    | 32         |
| 15       | Kevin Magnussen   | Haas-Ferrari         | 1:23,007  | +2,205    | 32         |
| 16       | Marcus Ericsson   | Sauber-Ferrari       | 1:23,082  | +2,280    | 37         |
| 17       | Lance Stroll      | Williams-Mercedes    | 1:23,221  | +2,419    | 35         |
| 18       | Danyiil Kvjat     | Toro Rosso-Renault   | 1:23,236  | +2,434    | 27         |
| 19       | Pascal Wehrlein   | Sauber-Ferrari       | 1:23,599  | +2,797    | 31         |
| 20       | Fernando Alonso   | McLaren-Honda        | 1:24,077  | +3,275    | 21         |

### Harmadik szabadedzés
A spanyol nagydíj harmadik szabadedzését május 13-án, szombaton délelőtt tartották.
| helyezés | versenyző         | csapat/motor         | elért idő | különbség | futott kör |
| -------- | ----------------- | -------------------- | --------- | --------- | ---------- |
| 1        | Kimi Räikkönen    | Ferrari              | 1:20,214  | −         | 20         |
| 2        | Sebastian Vettel  | Ferrari              | 1:20,456  | +0,242    | 7          |
| 3        | Lewis Hamilton    | Mercedes             | 1:20,595  | +0,381    | 12         |
| 4        | Valtteri Bottas   | Mercedes             | 1:20,868  | +0,654    | 7          |
| 5        | Max Verstappen    | Red Bull-TAG Heuer   | 1:21,025  | +0,811    | 14         |
| 6        | Daniel Ricciardo  | Red Bull-TAG Heuer   | 1:21,249  | +1,035    | 15         |
| 7        | Nico Hülkenberg   | Renault              | 1:21,670  | +1,456    | 13         |
| 8        | Felipe Massa      | Williams-Mercedes    | 1:21,746  | +1,532    | 19         |
| 9        | Carlos Sainz Jr.  | Toro Rosso-Renault   | 1:21,835  | +1,621    | 19         |
| 10       | Fernando Alonso   | McLaren-Honda        | 1:22,093  | +1,879    | 16         |
| 11       | Romain Grosjean   | Haas-Ferrari         | 1:22,128  | +1,914    | 21         |
| 12       | Kevin Magnussen   | Haas-Ferrari         | 1:22,214  | +2,000    | 12         |
| 13       | Sergio Pérez      | Force India-Mercedes | 1:22,237  | +2,023    | 19         |
| 14       | Esteban Ocon      | Force India-Mercedes | 1:22,297  | +2,083    | 22         |
| 15       | Danyiil Kvjat     | Toro Rosso-Renault   | 1:22,391  | +2,177    | 15         |
| 16       | Marcus Ericsson   | Sauber-Ferrari       | 1:22,513  | +2,299    | 20         |
| 17       | Lance Stroll      | Williams-Mercedes    | 1:22,574  | +2,360    | 19         |
| 18       | Jolyon Palmer     | Renault              | 1:22,755  | +2,541    | 13         |
| 19       | Stoffel Vandoorne | McLaren-Honda        | 1:22,853  | +2,639    | 15         |
| 20       | Pascal Wehrlein   | Sauber-Ferrari       | 1:22,974  | +2,760    | 19         |

## Időmérő edzés
A spanyol nagydíj időmérő edzését május 13-án, szombaton tartották.
| helyezés              | rajtszám | versenyző         | csapat/motor         | 1. rész  | 2. rész  | 3. rész  | rajthely | futott kör |
| --------------------- | -------- | ----------------- | -------------------- | -------- | -------- | -------- | -------- | ---------- |
| 1                     | 44       | Lewis Hamilton    | Mercedes             | 1:20,511 | 1:20,210 | 1:19,149 | 1        | 12         |
| 2                     | 5        | Sebastian Vettel  | Ferrari              | 1:20,939 | 1:20,295 | 1:19,200 | 2        | 16         |
| 3                     | 77       | Valtteri Bottas   | Mercedes             | 1:20,991 | 1:20,300 | 1:19,373 | 3        | 15         |
| 4                     | 7        | Kimi Räikkönen    | Ferrari              | 1:20,742 | 1:20,621 | 1:19,439 | 4        | 14         |
| 5                     | 33       | Max Verstappen    | Red Bull-TAG Heuer   | 1:21,430 | 1:20,722 | 1:19,706 | 5        | 12         |
| 6                     | 3        | Daniel Ricciardo  | Red Bull-TAG Heuer   | 1:21,704 | 1:20,855 | 1:20,175 | 6        | 12         |
| 7                     | 14       | Fernando Alonso   | McLaren-Honda        | 1:22,015 | 1:21,251 | 1:21,048 | 7        | 15         |
| 8                     | 11       | Sergio Pérez      | Force India-Mercedes | 1:21,998 | 1:21,239 | 1:21,070 | 8        | 14         |
| 9                     | 19       | Felipe Massa      | Williams-Mercedes    | 1:22,138 | 1:21,222 | 1:21,232 | 9        | 15         |
| 10                    | 31       | Esteban Ocon      | Force India-Mercedes | 1:21,901 | 1:21,148 | 1:21,272 | 10       | 17         |
| 11                    | 20       | Kevin Magnussen   | Haas-Ferrari         | 1:21,945 | 1:21,329 |          | 11       | 13         |
| 12                    | 55       | Carlos Sainz Jr.  | Toro Rosso-Renault   | 1:21,941 | 1:21,371 |          | 12       | 12         |
| 13                    | 27       | Nico Hülkenberg   | Renault              | 1:22,091 | 1:21,397 |          | 13       | 12         |
| 14                    | 8        | Romain Grosjean   | Haas-Ferrari         | 1:21,822 | 1:21,517 |          | 14       | 13         |
| 15                    | 94       | Pascal Wehrlein   | Sauber-Ferrari       | 1:22,327 | 1:21,803 |          | 15       | 15         |
| 16                    | 9        | Marcus Ericsson   | Sauber-Ferrari       | 1:22,332 |          |          | 16       | 9          |
| 17                    | 30       | Jolyon Palmer     | Renault              | 1:22,401 |          |          | 17       | 6          |
| 18                    | 18       | Lance Stroll      | Williams-Mercedes    | 1:22,411 |          |          | 18       | 7          |
| 19                    | 2        | Stoffel Vandoorne | McLaren-Honda        | 1:22,532 |          |          | 20[1]    | 9          |
| 20                    | 26       | Danyiil Kvjat     | Toro Rosso-Renault   | 1:22,746 |          |          | 19       | 6          |
| 107%-os idő: 1:26,147 |          |                   |                      |          |          |          |          |            |

Megjegyzés:
- ↑ 1:  — Stoffel Vandoorne autójában a futam előtt erőforráselemeket (akkumulátort és vezérlőelektronikát) kellett cserélni, ezért összesen 10 rajthelyes büntetést kapott.[3]

## Futam
A spanyol nagydíj futama május 14-én, vasárnap rajtolt.
| helyezés | rajtszám | versenyző         | csapat/motor         | futott kör | idő/kiesés oka   | rajthely | abroncs | pont |
| -------- | -------- | ----------------- | -------------------- | ---------- | ---------------- | -------- | ------- | ---- |
| 1        | 44       | Lewis Hamilton    | Mercedes             | 66         | 1:35:56,497      | 1        |         | 25   |
| 2        | 5        | Sebastian Vettel  | Ferrari              | 66         | +3,490           | 2        |         | 18   |
| 3        | 3        | Daniel Ricciardo  | Red Bull-TAG Heuer   | 66         | +1:15,820        | 6        |         | 15   |
| 4        | 11       | Sergio Pérez      | Force India-Mercedes | 65         | +1 kör           | 8        |         | 12   |
| 5        | 31       | Esteban Ocon      | Force India-Mercedes | 65         | +1 kör           | 10       |         | 10   |
| 6        | 27       | Nico Hülkenberg   | Renault              | 65         | +1 kör           | 13       |         | 8    |
| 7        | 55       | Carlos Sainz Jr.  | Toro Rosso-Renault   | 65         | +1 kör           | 12       |         | 6    |
| 8[1]     | 94       | Pascal Wehrlein   | Sauber-Ferrari       | 65         | +1 kör           | 15       |         | 4    |
| 9        | 26       | Danyiil Kvjat     | Toro Rosso-Renault   | 65         | +1 kör           | 19       |         | 2    |
| 10       | 8        | Romain Grosjean   | Haas-Ferrari         | 65         | +1 kör           | 14       |         | 1    |
| 11       | 9        | Marcus Ericsson   | Sauber-Ferrari       | 64         | +2 kör           | 16       |         |      |
| 12       | 14       | Fernando Alonso   | McLaren-Honda        | 64         | +2 kör           | 7        |         |      |
| 13       | 19       | Felipe Massa      | Williams-Mercedes    | 64         | +2 kör           | 9        |         |      |
| 14       | 20       | Kevin Magnussen   | Haas-Ferrari         | 64         | +2 kör           | 11       |         |      |
| 15       | 30       | Jolyon Palmer     | Renault              | 64         | +2 kör           | 17       |         |      |
| 16       | 18       | Lance Stroll      | Williams-Mercedes    | 64         | +2 kör           | 18       |         |      |
| ki       | 77       | Valtteri Bottas   | Mercedes             | 38         | erőforrás        | 3        |         |      |
| ki       | 2        | Stoffel Vandoorne | McLaren-Honda        | 32         | baleset          | 20       |         |      |
| ki       | 33       | Max Verstappen    | Red Bull-TAG Heuer   | 1          | baleseti sérülés | 5        |         |      |
| ki       | 7        | Kimi Räikkönen    | Ferrari              | 0          | baleset          | 4        |         |      |

Megjegyzés:
- ↑ 1:  — Pascal Wehrlein a 7. helyen fejezte be a futamot, de a verseny közben a boxutcába behajtva rossz oldalról kerülte meg a bóját, ezért 5 másodperces időbüntetést kapott, ezzel pedig visszaesett a 8. helyre.[5]

## A világbajnokság állása a verseny után
| H   | Versenyzők       | Pont | H   | Konstruktőrök        | Pont |
| --- | ---------------- | ---- | --- | -------------------- | ---- |
| 1.  | Sebastian Vettel | 104  | 1.  | Mercedes             | 161  |
| 2.  | Lewis Hamilton   | 98   | 2.  | Ferrari              | 153  |
| 3.  | Valtteri Bottas  | 63   | 3.  | Red Bull-TAG Heuer   | 72   |
| 4.  | Kimi Räikkönen   | 49   | 4.  | Force India-Mercedes | 53   |
| 5.  | Daniel Ricciardo | 37   | 5.  | Toro Rosso-Renault   | 21   |
| 6.  | Max Verstappen   | 35   | 6.  | Williams-Mercedes    | 18   |
| 7.  | Sergio Pérez     | 34   | 7.  | Renault              | 14   |
| 8.  | Esteban Ocon     | 19   | 8.  | Haas-Ferrari         | 9    |
| 9.  | Felipe Massa     | 18   | 9.  | Sauber-Ferrari       | 4    |
| 10. | Carlos Sainz Jr. | 17   | 10. | McLaren-Honda        | 0    |

(A teljes táblázat)

## Statisztikák
- Vezető helyen:
  - Sebastian Vettel: 32 kör (1-13 és 25-43)
  - Lewis Hamilton: 31 kör (14-21 és 44-66)
  - Valtteri Bottas: 3 kör (22-24)
- Lewis Hamilton 64. pole-pozíciója, 55. futamgyőzelme és 34. versenyben futott leggyorsabb köre, ezzel pedig 12. mesterhármasa.
- A Mercedes 67. futamgyőzelme.
- Lewis Hamilton 108., Sebastian Vettel 91., Daniel Ricciardo 19. dobogós helyezése.